# Takashi Sunami
Takashi Sunami (japanska: 角南隆?, Sunami Takashi), född 1887 i nuvarande Kurashiki i Okayama prefektur, död 1980, var en japansk arkitekt. Han var verksam under Taishō- och Shōwa-perioderna och arbetade med shintohelgedomar samt buddhisttempel. Han var involverad i designen av Meiji jingū, Heian-jingū, Yūtoku Inari-jinja, Nōhi Gokoku-jinja och andra helgedomar för vördnad av de krigsdöda (gokoku-jinja) runt om i landet, samt ett bibliotek i Sakata.

## Biografi
Sunami föddes i Okayama prefektur år 1887. 1915 tog han examen som arkitekt vid Tokyo Universitets ingenjörsfakultet.
Från och med året därpå gick han med i Meiji-jingū zōei-kyoku, och började arbeta med uppförandet av Meiji jingū.
1919 började han som ingenjör vid naimu-shō (ministeriet för inre angelägenheter) arbeta i jinja-kyoku (helgedoms-byrån), där han blev ansvarig för underhåll och reparation av landets alla kankoku-heisha bl.a., och var också involverad i planeringen av nya helgedomar. Han avgick från denna post 1946.
När Heian jingū skulle byggas ut 1941 spelade han en ledande roll i designen.

## Design av helgedomar
Sunami kritiserade "jinja kenchiku seigen-zu" som antagits under Meijiperioden, och som strävade efter standardisering och rationalisering av helgedomars utformning och storlek, i led med de ideal som förespråkats av kokugaku-forskare.
När Takashi Sunami blev centralfigur i jinja-kyoku utformades shōwa-zukuri, en ny stil som bröt sig loss från de gamla regleringarnas restriktioner, och som skulle komma att symbolisera Shōwaperioden.
Sunami hade ett antal grundläggande principer som han förespråkade. Han ville t.ex. att gallerier skulle byggas mellan helgedomars haiden och resten av dess shaden för att skydda besökare från vind och regn. Han var även emot byggandet av chūmon, och förespråkade istället integreringen av honden och haiden genom byggnaderna heiden och noritoden. I större helgedomar föredrog han däremot uppförandet av en (yttre) gehaiden och ett (inre) naihaiden. Han ansåg även att chigi och katsuogi enbart bör placeras på honden.
Eftersom gokoku-jinja skiljer sig från vanliga helgedomar i deras ceremonier och användning ville han utveckla ett format som var bättre anpassat för just dem.
När festivaler hålls i gokoku-jinja är det väldigt vanligt att anhöriga till de döda som helgedomen är dedikerad till i form av familjemedlemmar eller relaterade organisationer är närvarande. Med det här i åtanke började Sunami se till att det skulle finnas stora öppna ytor framför haiden i denna typen av helgedomar: "Den byggnaden i helgedomen där festivaler hålls, såsom haiden, måste vara sammanlänkad med denna öppna plats, och fungera väl samt vara i harmoni med den under ceremonier såväl som på vanliga tillfällen."

## Utmärkelser
Utländska medaljer
- 9 december 1941 - Manchukuo: Minnesmedalj för grundandet av kenkoku-shinbyō[16]